# Onosma gracilis
Onosma gracilis är en strävbladig växtart som beskrevs av Ernst Rudolf von Trautvetter. Onosma gracilis ingår i släktet Onosma och familjen strävbladiga växter. Inga underarter finns listade i Catalogue of Life.